# Ꚋ
Ꚋ (minuskule ꚋ) je již běžně nepoužívané písmeno cyrilice. V minulosti bylo používáno v abcházštině, později bylo nahrazeno písmeno písmenem Ҭ. Jedná se o variantu písmena Т.